# Johan Lorentz den äldre

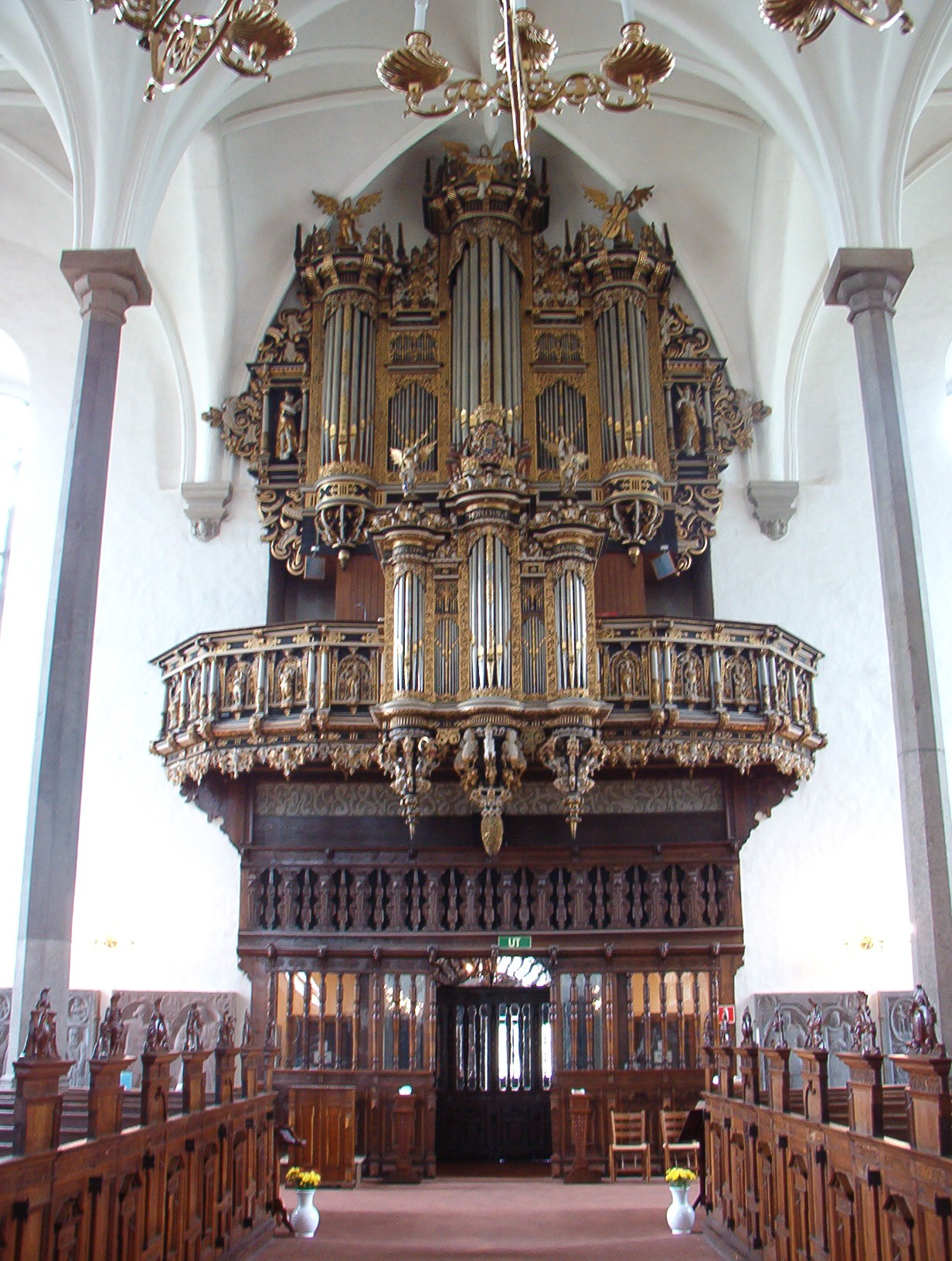
Orgeln i Heliga Trefaldighets kyrka i Kristianstad

Johan Lorentz den äldre, född omkring 1580, död 1650, var en tysk-dansk orgelbyggare som verkade i Danmark från 1616 fram till sin död.

## Biografi
Johan Lorentz föddes omkring 1580 i Grimma, Sachsen, som son till rådmannen Johan Lorentz och dennes hustru Christine Rodstedt. Senast 1598 kom han i lära i Stralsund hos orgelbyggaren Nicolaus Maass. När Maass etablerade sig i Köpenhamn 1602, följde troligen Lorentz med. Han blev anställd hos kung Kristian IV, och 1604 blev tillsammans med sin bror Balthasar Lorentz sänd till Flensburg för att arbeta med den stora orgeln i S:t Nikolaikyrkan. 1609 etablerade han sig som självständig orgelbyggare.
Efter ha vistats tjugo år i landet sökte han 1639 om privilegium med ensamrätt för orgelbyggeri i Danmark och Norge. Anledningen var att han hade fått konkurrens av amatörer och dilletanter. Han fick sitt privilegium men i verkligheten visade det sig mycket svårt att kontrollera att det efterlevdes i ett så stort geografiskt område som Danmark och Norge. Under sina sista år bodde han på Studiestræde i Köpenhamn. I juni 1650, under arbetet med reparation av Olaikyrkans orgel i Helsingör, dog Johan plötsligt. Fast han inte var bosatt i staden begravdes han 18 juni 1650 i Olaikyrkan i Helsingör. Tillsammans med hustrun Margrethe Hollander, blev han far till organisten och kompositören Johan Lorentz den yngre.

## Verk
Ett av Lorentz sista arbeten var ombyggnationen av orgeln i Roskilde domkyrka som ursprungligen byggdes av Hermann Raphaëlis. Ombyggnationen avslutades 1654. Det blev Lorentz' medarbetare Gregor Mülisch som kom att ta över arbetet med ombyggnationen. När Müllsch dog i pest 1654 tog Peter Karstensen Botz över och avslutade arbetet.
Johan Lorentz' orgelfasader kan också ses i Helsingör, Kristianstad och Nakskov. Lorentzorgeln i Sankt Mariæ kyrka i Helsingör var det instrument som Dietrich Buxtehude spelade på.